# Agama finchi
Agama finchi är en ödleart som beskrevs av  Böhme, Wagner, Malonza LÖTTERS och KÖHLER 2005. Agama finchi ingår i släktet Agama och familjen agamer. Inga underarter finns listade i Catalogue of Life.